# Deluxe Ski Jump
Deluxe Ski Jump – seria komputerowych gier zręcznościowych o tematyce skoków narciarskich autorstwa Jussiego Koskeli, przeznaczonych na komputery osobiste i rozpowszechnianych na licencji shareware.

## Opis serii
W Deluxe Ski Jump gracz kieruje skoczkiem narciarskim. Zasady skoku w całej serii są identyczne – sterowanie odbywa się jedynie za pomocą myszy. Gra umożliwia rozegranie Pucharu Świata oraz Pucharu Drużynowego z zawodnikami sterowanymi przez sztuczną inteligencję, oraz przez prawdziwych graczy.
Fenomen popularności Deluxe Ski Jump w Polsce powszechnie łączony jest ze zjawiskiem Małyszomanii i zwycięstwem Adama Małysza w 49. Turnieju Czterech Skoczni.
Deluxe Ski Jump jest uważana za jeden z lepszych symulatorów dyscypliny skoków narciarskich ze względu na wierne odwzorowanie praw fizyki lotu, prostotę sterowania oraz niewielkie wymagania sprzętowe. W 2006 roku redakcja „CD-Action” sklasyfikowała Deluxe Ski Jump na 53. miejscu listy najlepszych gier dziesięciolecia.
Od 2017 roku Deluxe Ski Jump jest jedną ze stu fińskich produkcji wchodzących w skład wystawy stałej Fińskiego muzeum gier w Tampere.

## Deluxe Ski Jump
Pierwsza odsłona gry została wydana w 4 lipca 1999 roku na system operacyjny DOS. 
Gra zrodziła się z eksperymentu z przewijaną w poziomie grafiką pseudo-3D, która w pierwotnym zamyśle miała być częścią gry platformowej. Autor postanowił jednak zmienić oryginalne założenie i wykorzystać efekt do stworzenia symulacji skoków narciarskich, jako powód podając wizualne podobieństwo do skoczni narciarskiej oraz brak konkurencyjnych tytułów z zadowalającym odwzorowaniem fizyki lotu.
Prace nad tytułem Jussi prowadził w czasie trzymiesięcznej przerwy między szkołą średnią a obowiązkową służbą wojskową. Gra została ukończona na jeden dzień przed rozpoczęciem tejże i udostępniona w MBnecie.
Początkowo gra zawierała 8 skoczni, z uwagi na aktualizacje ostatecznie w 2000 roku doczekała się ich 16.

## Deluxe Ski Jump 2
Druga odsłona gry została wydana w 31 sierpnia 2000 roku na system operacyjny DOS i była zasadniczo ulepszeniem pierwszej wersji gry. Była to także pierwsza gra, która została udostępniona na zasadzie shareware, a pirackie kopie gry były rozsyłane e-mailem lub przenoszone na dyskietkach, czemu sprzyjały niskie wymagania sprzętowe i małe rozmiary plików gry.
Od 21 listopada 2020 roku gra jest dostępna na smartfony z systemem operacyjnym Android, a od 2 lutego 2022 roku dostępna jest także na urządzenia z systemem iOS. Wersja gry na Androida została pobrana ponad milion razy.

## Deluxe Ski Jump 3
Trzecia odsłona gry została wydana w 31 października 2004 roku na system operacyjny Microsoft Windows. Była to pierwsza trójwymiarowa gra w której możliwe było skakać na 40 różnych skoczniach narciarskich. Do gry dodano także funkcje umożliwiające zapisywania rekordów skoczni poprzez sieć.

## Deluxe Ski Jump 4
Czwarta odsłona gry została wydana 31 grudnia 2011 roku na system operacyjny Microsoft Windows. Począwszy od tej gry, cała seria kierowała się ku większemu realizmowi. Do gry dodano 24 skocznie, które są wirtualnymi odpowiednikami prawdziwych skoczni narciarskich znajdujących się w prawdziwym świecie, takimi jak Lysgårdsbakkene w Lillehammer. Po aktualizacjach do gry dodano możliwość tworzenia przez graczy własnych skoczni narciarskich.